# Johnson Aguiyi-Ironsi
Johnson Aguiyi-Ironsi (* 3. März 1924 als Johnson Thomas Umananke Aguiyi Ironsi in Umuahia; † 29. Juli 1966 in Ibadan) war ein nigerianischer Politiker und 1966 Staatspräsident von Nigeria.

## Soldat
Ironsi gehörte dem Volk der Igbo an, die überwiegend im Südosten Nigerias leben. Geboren wurde er in Umuahia im heutigen Bundesstaat Abia. Ab 1942 war er zunächst einfacher Soldat in der britischen Kolonialarmee (damals King's Own Nigeria Regiment, als Teil der Royal West African Frontier Force). Bald wurde er Kompaniefeldwebel. Nach einem Offizierslehrgang in Großbritannien folgte 1948 die Beförderung zum Leutnant und Oberleutnant, 1953 zum Hauptmann und 1955 zum Major.
1960 und 1961 war er als Oberstleutnant Oberbefehlshaber des nigerianischen Kontingents bei der Operation der Vereinten Nationen in Kongo (ONUC), von Januar bis Juni 1964 hatte er den Oberbefehl über die gesamte Mission. Im März 1965 wurde er zum Generalmajor befördert und löste den bisherigen britischen Kommandeur der nigerianischen Armee ab.

## Präsident
Nach einem blutigen Militärputsch gegen den Präsidenten Nnamdi Azikiwe am 15. und 16. Januar 1966 wurde Ironsi Präsident. Präsident Azikiwe war zu diesem Zeitpunkt in London im Krankenhaus. Ironsi soll am Putsch selber nicht beteiligt gewesen sein, hatte aber danach als ranghöchster und angesehenster Offizier die Führung des Landes übernommen.
Bei diesem Putsch wurden viele führende Persönlichkeiten aus dem Norden des Landes ermordet, so auch Premierminister Abubakar Tafawa Balewa. Ironsi unternahm im März den Versuch, Nigeria per Dekret von einem föderalistischen in einen zentralistischen Staat umzuformen, was bei Angehörigen der Völker im Norden die Furcht vor einer Dominanz der Igbo weckte. Bereits am 29. Juli 1966 wurde er bei einem erneuten Putsch, der vor allem von Vertretern des islamischen Nordens getragen wurde, gestürzt und ermordet. Die Putschisten unter Führung von Murtala Mohammed bestimmten den Christen Yakubu Gowon zum neuen Präsidenten.

## Bedeutung
Ironsis Bedeutung liegt weniger in seiner kurzen Amtszeit als in der Tatsache, dass der Putsch vom Januar 1966 der erste in Nigeria war und für die folgenden mehr als dreißig Jahre der Militärputsch die häufigste Form des Präsidentenwechsels war.
Der erste Putsch mit der Ermordung zahlreicher prominenter Personen führte nach dem Gegenputsch vom Juli 1966 zu Pogromen gegen Angehörige der Igbo im übrigen Nigeria, dies wiederum mündete in die Sezession Biafras und den von 1967 bis 1970 dauernden Biafra-Krieg.